# خانم پلیس
خانم پلیس (انگلیسی: Mrs. Cop; کره‌ای: 미세스 캅) یک مجموعهٔ تلویزیونی محصول کره جنوبی سال ۲۰۱۵ با بازی کیم هی ئه، کیم مین جونگ، کیم سونگ ریونگ، کیم بوم، ایم سولونگ و سون دام بی است. فصل اول از ۳ اوت تا ۲۹ سپتامبر ۲۰۱۵، روزهای دوشنبه و سه‌شنبه ساعت ۲۱:۵۵ (کی‌اس‌تی) از اس‌بی‌اس پخش شد. فصل دوم از ۵ مارس تا ۸ مه ۲۰۱۶، روزهای شنبه و یکشنبه ساعت ۲۲:۰۰ (کی‌اس‌تی) پخش شد.

## بررسی اجمالی مجموعه
| فصل | قسمت‌ها | قسمت‌ها | تاریخ اصلی روی آنتن رفتن | تاریخ اصلی روی آنتن رفتن | تاریخ اصلی روی آنتن رفتن | زمان پخش                            |
| فصل | قسمت‌ها | قسمت‌ها | اولین بار                | آخرین بار                | شبکه                     | زمان پخش                            |
| --- | ------ | ------ | ------------------------ | ------------------------ | ------------------------ | ----------------------------------- |
| ۱   | ۱۸     | ۱۸     | ۳ اوت ۲۰۱۵               | ۲۹ سپتامبر ۲۰۱۵          | اس‌بی‌اس                   | دوشنبه و سه‌شنبه ساعت ۲۱:۵۵ (کی‌اس‌تی) |
| ۲   | ۲۰     | ۲۰     | ۵ مارس ۲۰۱۶              | ۸ مه ۲۰۱۶                | اس‌بی‌اس                   | شنبه و یکشنبه ساعت ۲۲:۰۰ (کی‌اس‌تی)   |